# Довгопола Галина Павлівна
Галина Павлівна Довгопола (нар. 27 березня 1955, м. Бахчисарай, Кримська Область, Українська РСР) — жителька Севастополя. Переслідується окупаційною владою Криму.

## Життєпис
Галина Павлівна Довгопола до арешту проживала в Севастополі, в селищі Кача. Є уродженкою Бахчисараю. Галина має власний дім, кімнати в якому здавала відпочивальникам у туристичний сезон.
18 травня 2014 року інтернет-видання «Гордон» опублікувало матеріал з інтерв'ю Галини Довгополої, в якому стверджувалося, що вона змусила доньку і онука переїхати на материкову частину України через побоювання за них. В інтерв'ю Галина критикує окупаційний режим і засуджує людей, які його підтримали, а також говорить про цькування, яких зазнали вона і її дочка через свою позицію.

## Переслідування
Про кримінальне переслідування Галини Довгополої стало відомо 8 січня 2020 року, коли представники Кримської правозахисної групи ідентифікували жінку, затриману за підозрою у державній зраді (ст. 275 Кримінального Кодексу РФ) у листопаді 2019 р., як Галину Довгополу.
27 листопада 2019 року де-факто Ленінський районний суд Севастополя обрав стосовно Галини Довгополої запобіжний захід у вигляді тримання під вартою.
31 січня 2020 року стало відомо, що Галині пред'явлено звинувачення у державній зраді (ст. 275 Кримінального Кодексу РФ). Санкція статті передбачає безальтернативне покарання у вигляді позбавлення волі строком від 12 до 20 років.
Зважаючи на те, що рішення про продовження строку тримання під вартою надалі приймав Лефортовський суд Москви, очевидно, її було етаповано до РФ. Точне місцезнаходження Галини Довгополої залишається невідомим. Як український, так і російський омбудсмени намагаються її знайти. 25 лютого 2020 року омбудсмен України Людмила Денісова повідомила, що останнім відомим місцем тримання Довгополої є Бутирський слідчий ізолятор № 2 Москви. 29 листопада 2019 року пресс-служба ФСБ РФ опублікувала інформацію, згідно з якою, жінка нібито була завербована українськими спецслужбами і за завданням Головного управління розвідки «цілеспрямовано здійснювала збір секретних відомостей військового характеру».
Інших подробиць кримінальної справи проти Галини Довгополої немає, так як матеріали справи мають гриф секретності.
Резолюція ГА ООН «Ситуація з правами людини в Автономній Республіці Крим та м. Севастополь, Україна» від 16 грудня 2021 року висловила глибоку стурбованість у зв'язку з тим, що російська влада застосовує тортури для отримання «зізнань» у ході політично мотивованих процесів, свавільні затримання й арешти українських громадян, включаючи Галину Довгополу.